# Rodrigue Biron
 (12 août 2025).
Le texte peut changer fréquemment, n’est peut-être pas à jour et peut manquer de recul. N’hésitez pas à participer, en veillant à citer vos sources.
Pour les articles homonymes, voir Biron.
Rodrigue Biron, né le 8 septembre 1934 et mort le 12 août 2025, est un homme politique et un homme d'affaires québécois. Il est le chef de l'Union nationale de 1976 à 1980.

## Biographie
Né à Sainte-Croix au Québec, Canada, il étudie à l'institut de technologie de Québec et à l'Université Laval. Il devient directeur de  plusieurs fonderies à Rivière-du-Loup, Calgary et Oakville. Membre du parti libéral du Canada, il est le président local de Lotbinière au début des années 1960.
Devenu  maire de son village au début des années 1970, il est ensuite appelé à devenir le chef de l'Union nationale en 1976 pour remplacer le chef intérimaire Maurice Bellemare. Il est élu dans la circonscription de Lotbinière.
Son parti avait été rayé de la carte en 1973 sous Gabriel Loubier, mais Biron réussit à faire élire onze députés en 1976, avec 18 % des suffrages électoraux.  À cette époque, il est également le président canadien des Chevaliers de Colomb.
En mars 1980, Biron démissionne comme chef et député de l'Union Nationale. Michel Le Moignan (par intérim) puis Roch La Salle le remplacent à la tête du parti. Le 2 octobre 1980, Rodrigue Biron adhère au mouvement souverainiste québécois et en 1981 il est élu député péquiste dans Lotbinière alors que l'Union Nationale est de nouveau rayée de la carte. Sous René Lévesque et Pierre Marc Johnson, il est le ministre de l'Industrie et du commerce. Il est battu dans sa circonscription aux élections de 1985.
Pendant les années 1990, il tente de devenir le chef du Bloc québécois mais il est battu par Gilles Duceppe en 1997. Il revient dans le monde des affaires, devenant membre du conseil de la Caisse de dépôt et placement du Québec et président de la Fondation de la faune du Québec.
Rodrigue Biron meurt le 12 août 2025 à l'âge de 90 ans.